# Precorin-3B sintaza
Precorin-3B sintaza (EC 1.14.13.83, prekorin-3X sintaza, CobG) je enzim sa sistematskim imenom prekorin-3A,NADH:kiseonik oksidoreduktaza (20-hidroksilacija). Ovaj enzim katalizuje sledeću hemijsku reakciju
prekorin-3A + NADH + H+ + O2 {\displaystyle \rightleftharpoons } prekorin-3B + NAD+ + 2O
Ovaj enzim je gvožđe-sumporni protein. Kiseonični atom se inkorporira u makrociklus na C-20.

## Literatura
- Nicholas C. Price; Lewis Stevens (1999). Fundamentals of Enzymology: The Cell and Molecular Biology of Catalytic Proteins (Third изд.). USA: Oxford University Press. ISBN 019850229X.
- Eric J. Toone (2006). Advances in Enzymology and Related Areas of Molecular Biology, Protein Evolution (Volume 75 изд.). Wiley-Interscience. ISBN 0471205036.
- Branden C; Tooze J. Introduction to Protein Structure. New York, NY: Garland Publishing. ISBN 0-8153-2305-0.
- Irwin H. Segel. Enzyme Kinetics: Behavior and Analysis of Rapid Equilibrium and Steady-State Enzyme Systems (Book 44 изд.). Wiley Classics Library. ISBN 0471303097.
- William P. Jencks (1987). Catalysis in Chemistry and Enzymology. Dover Publications. ISBN 0486654605.

## Spoljašnje veze
- Precorrin-3B+synthase на 